# アーロン・ラルストン 奇跡の6日間
『アーロン・ラルストン 奇跡の6日間』（アーロン・ラルストン きせきのむいかかん、原題: Between a Rock and a Hard Place）は、アメリカ合衆国の登山家のアーロン・ラルストンによる2004年の自伝本である。本書は、2003年にラルストンがユタ州の砂漠にあるブルージョン・キャニオンを探索していた際に、5日間にわたって遭難した事件の詳細が綴られている。

## 内容
本書では主に、ラルストンがキャニオンで遭難し、腕が巨礫に挟まった末、脱出のために鈍いマルチツールで自身の右腕を切断せざるを得なかった経緯が記されている。
他に、ラルストンの子供時代、インディアナ州からコロラド州へ移った後にアウトドア活動を始めたきっかけ、熱狂的なアウトドアマンになった経緯、可能な限りアウトドア活動を行うためにアリゾナ州のインテルでのエンジニアを辞めた経緯についても描かれている。
本書は、ラルストンの過去の体験とスロット・キャニオンでの遭難、そして彼を捜索ようとする母親の奮闘が章に分けられて入れ替わりに描かれている。いくつかの版では、キャニオンでの日々の写真、本書の中でラルストンが語っている過去の遠征の様々な写真、登山用語集、ブルージョン・キャニオンとその近辺のユタ州中東部の地図が収録されている。

## 評価
『Inc.』雑誌は本書を、「ビジネスとはまったく関係のない偉大な起業家精神の書籍」の7冊のうちの1冊に挙げた。

## 翻案
本書は2010年に『127時間』（127 Hours）として映画化され、ジェームズ・フランコがラルストンを演じ、ダニー・ボイルが監督を務めた。公開後に原書は『127 Hours: Between a Rock and a Hard Place』と改題されて再発売された。映画は第83回アカデミー賞で作品賞と主演男優賞を含む6部門にノミネートされた。

## 日本語版
日本語版は2005年に小学館より出版された。2011年に文庫化された際は、映画版と同じ『127時間』に改題された。
- アーロン・ラルストン 著、中谷和男 訳『アーロン・ラルストン 奇跡の6日間』小学館、2005年5月1日。ISBN 978-4093566612。
- アーロン・ラルストン 著、中谷和男 訳『127時間』小学館、2011年4月6日。ISBN 978-4094085938。